# 吉隆坡证券交易所大厦

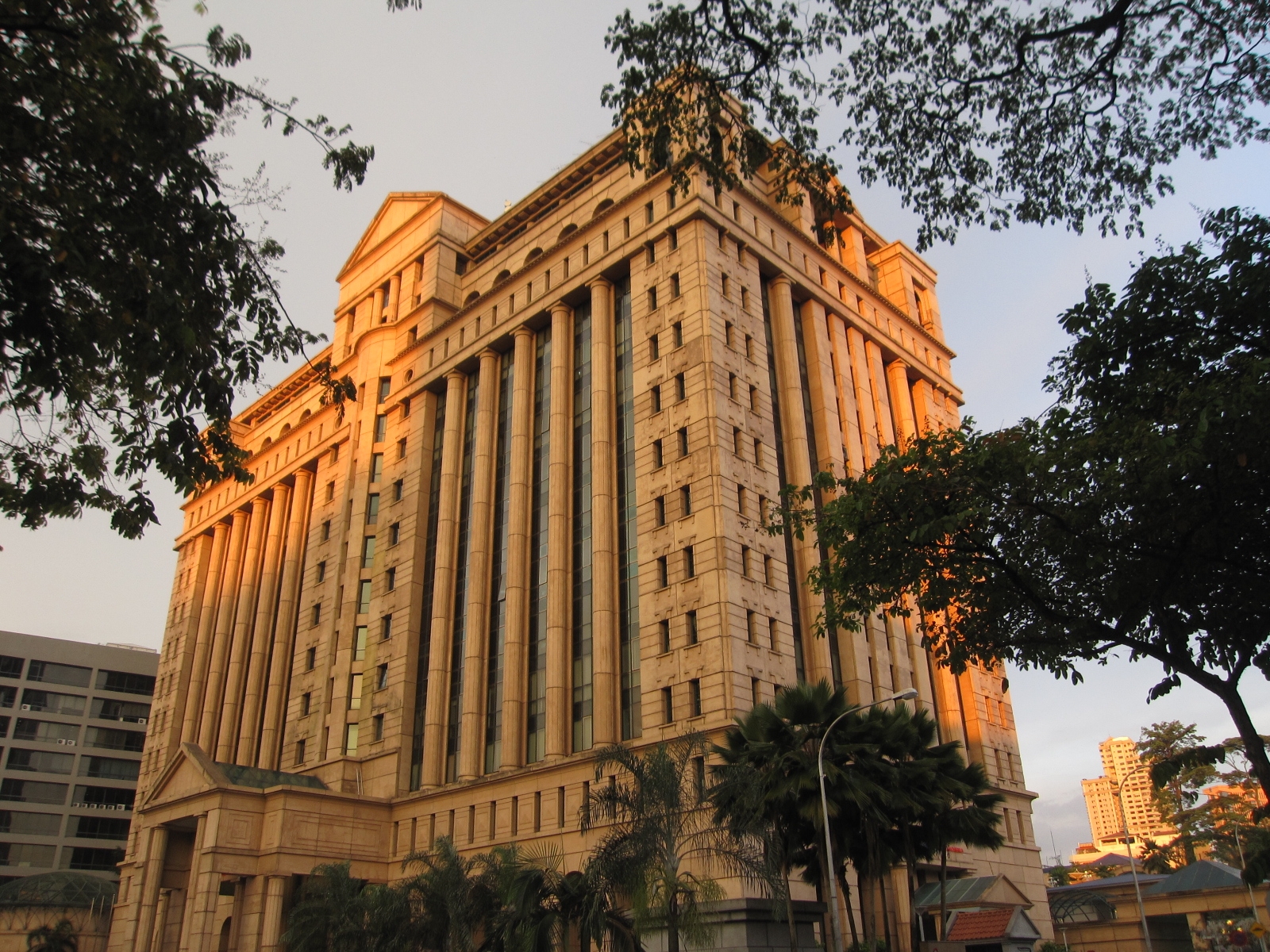
吉隆坡证券交易所大厦

吉隆坡证券交易所大厦是马来西亚股票交易所的总部，位于吉隆坡市区。该大厦于1997年8月15日由时任马来西亚首相马哈迪·莫哈末揭幕。
2016年9月30日，该大楼因接到炸弹威胁而立即疏散全体大楼内所有租户及职员。警方到场后查明，该事件只是虚惊一场。